# Weinwanderweg Obertürkheim – Uhlbach – Rotenberg – Untertürkheim

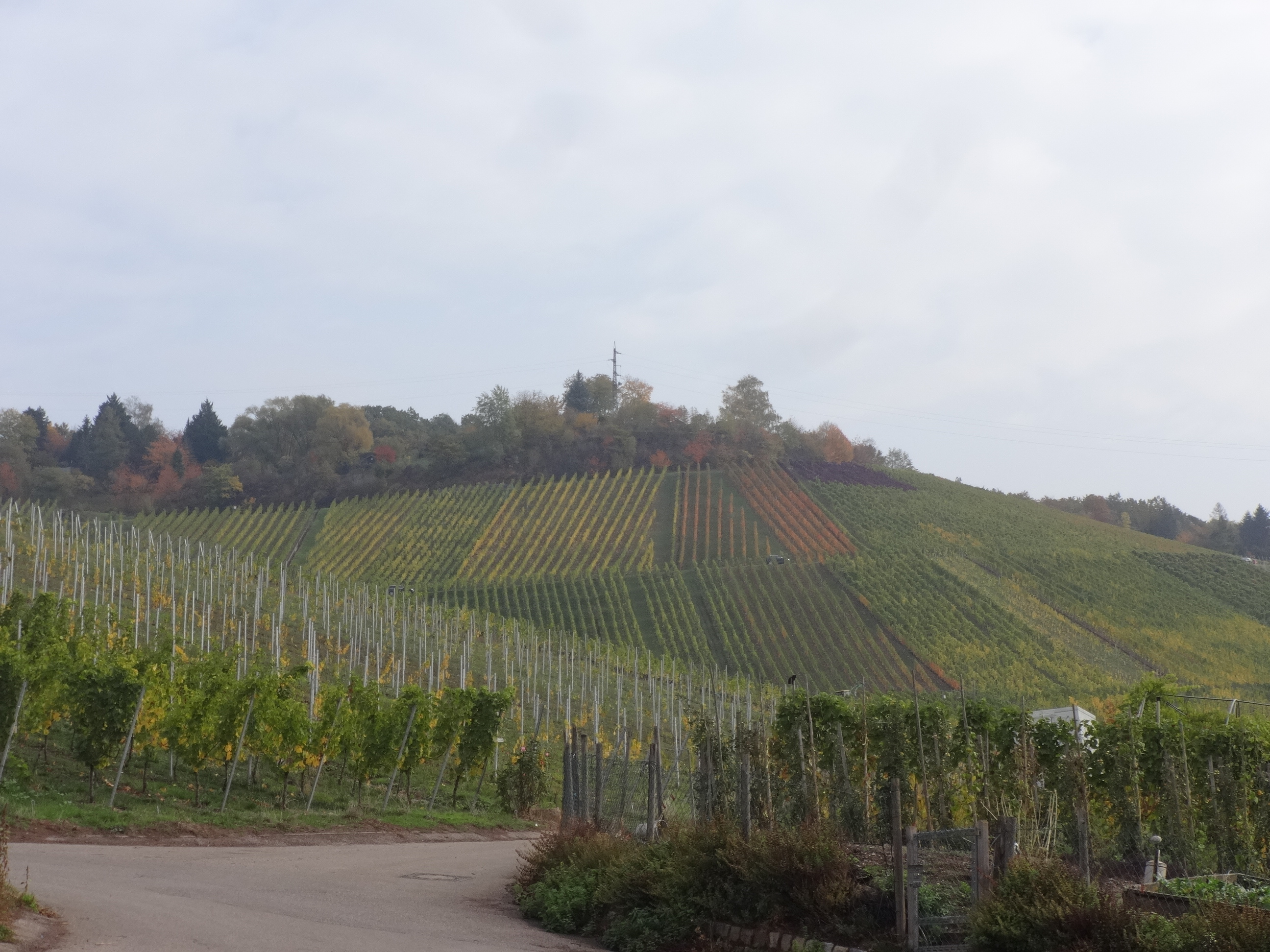
Blick auf den Götzenberg in Uhlbach

Der Weinwanderweg Obertürkheim – Uhlbach – Rotenberg – Untertürkheim ist ein rund 12 Kilometer langer Wanderweg in Stuttgart. Er erschließt das Weinanbaugebiet um Uhlbach, in dem der Weinbau bereits 1247 in Schenkungsurkunden der Grafen von Württemberg erwähnt wird.

## Verlauf

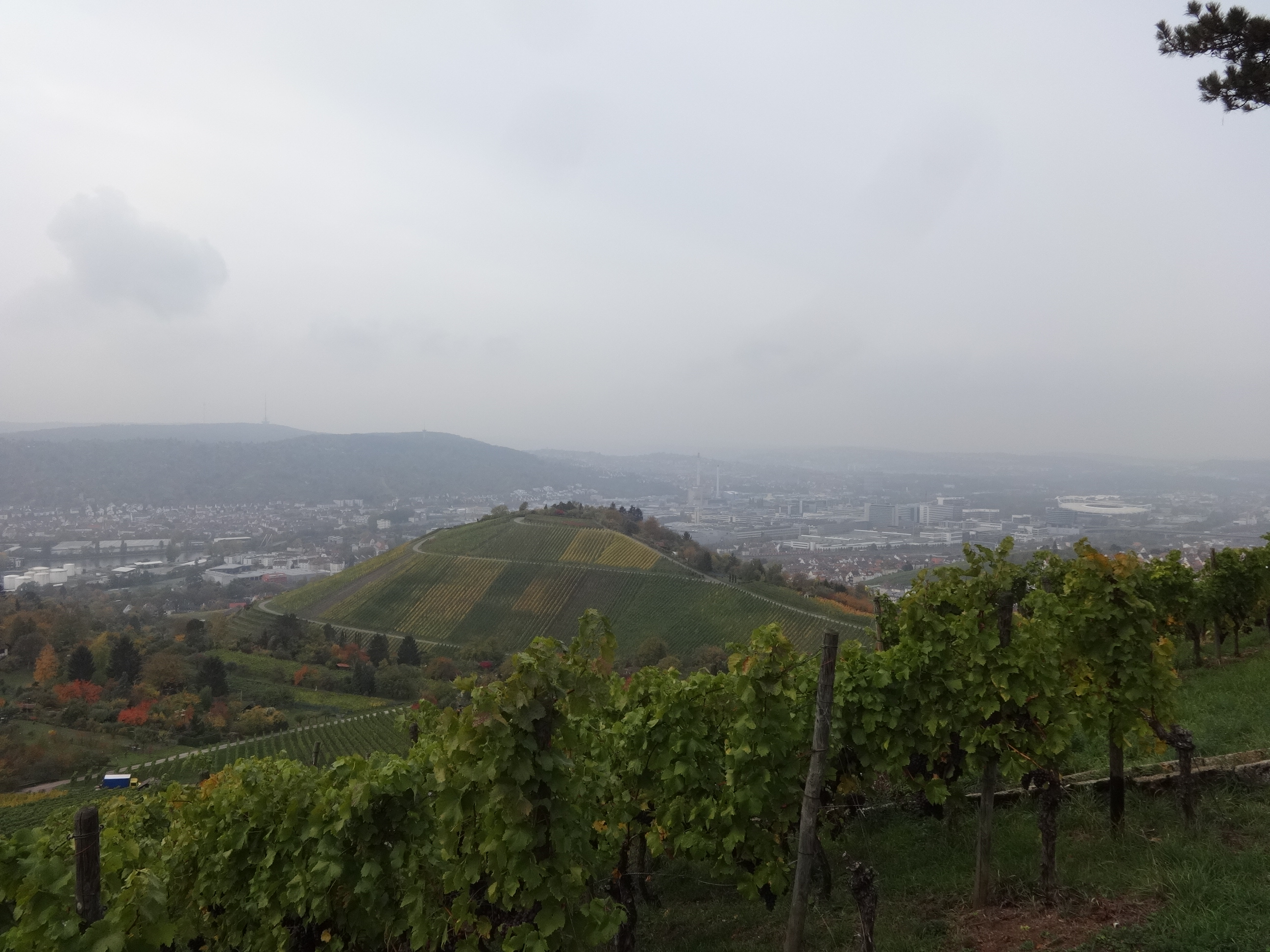
Blick auf Untertürkheim

Die Stadt Stuttgart gibt als Ausgangspunkt den Bahnhof Stuttgart-Obertürkheim. Von hier verläuft der Wanderweg entlang der Augsburger und der Uhlbacher Straße. An der Hausnummer 7 befindet sich eine öffentlich zugängliche Parkanlage an der Villa Kayser. Über den Kirchsteig erreicht der Wanderer hinter einer Spitzkehre die Petruskirche, die auf eine bereits 1285 erwähnte Wallfahrtskirche zurückzuführen ist. Der Weg führt nun in nordöstlicher Richtung durch die Weinberge über den Äckerlesweg auf die Uhlbacher Straße nach Uhlbach. Am Uhlbacher Platz befindet sich das Weinbaumuseum Uhlbach, südöstlich hiervon die Andreaskirche mit seinem achteckigen Kirchturm, der mit lasierten Ziegeln gedeckt ist. Am Ende der Luise-Benger-Straße geht es in einem leichten Anstieg erneut in die Weinberge hinein. Der Wanderer passiert ein für die Region typisches Weinberghaus sowie einen großen Findling, den großen Stein. Entlang der Götzenbergstraße quert der Wanderweg den Riesenbach und ermöglicht einen ersten Blick auf die Grabkapelle auf dem Württemberg in Rotenberg. Auf der Württembergstraße führt der Weg nach Untertürkheim und bietet dabei einen Ausblick auf das Daimler-Stammwerk. Anschließend umrundet der Wanderweg den 354 Meter hohen Mönchberg und führt parallel zum Neckar wieder zum Ausgangspunkt zurück. Die Kelter Rotenberg des Collegium Wirtemberg stellten entlang der Strecke mehrere Schautafeln auf, welche die Arbeit im Weinberg  wie auch einzelne Rebsorten zeigen.